# John Pfeiffer
John Pfeiffer (Sittard, 18 februari 1946 – Stein, 21 oktober 2007) was een Nederlandse voetballer.
John Pfeiffer maakte op 18-jarige leeftijd zijn debuut in het betaalde voetbal bij Sittardia uit zijn geboorteplaats Sittard. Kort daarna, in de zomer van 1965 stapte hij over naar Roda JC dat uitkwam in de toenmalige tweede divisie.
In Kerkrade maakte de verdediger de opmars van Roda JC van nabij mee. Hij speelde met de Limburgers tot 1971 in de tweede divisie, maar na de opheffing van de tweede divisie in datzelfde jaar belandden Roda en Pfeiffer automatisch in de eerste divisie.
In 1973 werd hij met Roda JC kampioen van de eerste divisie, waardoor hij op 27-jarige leeftijd zijn opwachting mocht maken in de eredivisie. Pfeiffer bleef ook op het hoogste niveau een gewaardeerde basiskracht en speelde in 1976 mee in de verloren KNVB beker-finale tegen PSV. Omdat de Eindhovenaren dat seizoen ook de landstitel voor zich opeisten mocht Roda JC met Pfeiffer een seizoen later uitkomen in het toernooi om de Europa Cup II. De Belgische topclub RSC Anderlecht had de handen vol aan de Limburgers, maar trok uiteindelijk toch aan het langste eind.
In 1979 kwam er na een conflict met trainer Bert Jacobs een abrupt einde aan de lange spelerscarrière van John Pfeiffer. De meeste spelers van Roda JC waren in de loop der jaren fullprof geworden, Jacobs verwachtte dit ook van Pfeiffer, maar deze weigerde zijn baan bij DSM op te geven. Na een thuisnederlaag tegen Ajax barstte de bom, waarna Pfeiffer vijf wedstrijden voor het einde van het seizoen per direct zijn loopbaan beëindigde. In totaal speelde hij meer dan 300 wedstrijden voor Roda JC.
Na zijn spelerscarrière was hij jarenlang actief als trainer in het Limburgse amateurvoetbal, onder meer bij RKVVL, FC Vinkenslag, RKVCL en SVN.
In het najaar van 2007 overleed Pfeiffer aan de gevolgen van darmkanker.

## Carrièrestatistieken
| Seizoen         | Club            | Land            | Competitie       | Competitie | Competitie | Beker | Beker | Internationaal | Internationaal | Overig | Overig | Totaal | Totaal |
| Seizoen         | Club            | Land            | Competitie       | Wed.       | Dlp.       | Wed.  | Dlp.  | Wed.           | Dlp.           | Wed.   | Dlp.   | Wed.   | Dlp.   |
| --------------- | --------------- | --------------- | ---------------- | ---------- | ---------- | ----- | ----- | -------------- | -------------- | ------ | ------ | ------ | ------ |
| 1963/64         | Sittardia       | Nederland       | Eerste divisie   | –          | –          | –     | 0     | 0              | 0              | 0      | 0      | –      | –      |
| 1964/65         | Sittardia       | Nederland       | Eredivisie       | –          | 0          | –     | 0     | 0              | 0              | 0      | 0      | –      | 0      |
| 1965/66         | Roda JC         | Nederland       | Tweede divisie B | –          | 0          | –     | 0     | 0              | 0              | 0      | 0      | –      | –      |
| 1966/67         | Roda JC         | Nederland       | Tweede divisie   | –          | 0          | –     | –     | 0              | 0              | –      | 0      | –      | 0      |
| 1967/68         | Roda JC         | Nederland       | Tweede divisie   | –          | 1          | –     | 0     | 0              | 0              | 0      | 0      | –      | 1      |
| 1968/69         | Roda JC         | Nederland       | Tweede divisie   | –          | 1          | 1     | 0     | 0              | 0              | 0      | 0      | –      | 1      |
| 1969/70         | Roda JC         | Nederland       | Tweede divisie   | –          | 1          | 1     | 0     | 0              | 0              | 0      | 0      | –      | 1      |
| 1970/71         | Roda JC         | Nederland       | Tweede divisie   | –          | 0          | 1     | 0     | 0              | 0              | 0      | 0      | –      | 0      |
| 1971/72         | Roda JC         | Nederland       | Eerste divisie   | –          | –          | 1     | 0     | 0              | 0              | 0      | 0      | –      | –      |
| 1972/73         | Roda JC         | Nederland       | Eerste divisie   | –          | –          | –     | 0     | 0              | 0              | 0      | 0      | –      | –      |
| 1973/74         | Roda JC         | Nederland       | Eredivisie       | –          | –          | 1     | 0     | 0              | 0              | 0      | 0      | –      | –      |
| 1974/75         | Roda JC         | Nederland       | Eredivisie       | –          | –          | –     | 0     | 0              | 0              | 0      | 0      | –      | –      |
| 1975/76         | Roda JC         | Nederland       | Eredivisie       | –          | –          | –     | 0     | 0              | 0              | 0      | 0      | –      | –      |
| 1976/77         | Roda JC         | Nederland       | Eredivisie       | –          | –          | –     | 0     | 2              | 0              | 0      | 0      | –      | –      |
| 1977/78         | Roda JC         | Nederland       | Eredivisie       | –          | –          | –     | 0     | 0              | 0              | 0      | 0      | –      | –      |
| 1978/79         | Roda JC         | Nederland       | Eredivisie       | –          | –          | –     | 0     | 0              | 0              | 0      | 0      | –      | –      |
| Carrière totaal | Carrière totaal | Carrière totaal | Carrière totaal  | –          | –          | –     | 0     | 2              | 0              | 0      | 0      | –      | –      |

## Erelijst
Sittardia
| Nationaal      |    |         |
| Eerste divisie | 1x | 1963/64 |

 Roda JC
| Nationaal      |    |         |
| Eerste divisie | 1x | 1972/73 |